# Самоково
Самоково (на сръбски: Самоково или Samokovo) е село в Сърбия, Топлишки окръг, община Куршумлия. Според Националната статистическа служба на Република Сърбия през 2011 г. селото има 58 жители.

## Демография
Броят на населението в годините 1948 – 2011 е както следва: